# HYBE
HYBE（ハイブ、朝: 하이브）は、韓国の大手総合エンターテインメント企業である。旧社名はBig Hit Entertainment。キャッチコピーは「WE BELIEVE IN MUSIC」。

## 沿革

### 2005年 - 2021年: Big Hit Entertainment

Big Hit Entertainmentのロゴ。キャッチコピーは「Music and Artist for Healing」

2005年2月1日、作曲家のパン・シヒョクが自分の音楽分野の才能を見込んだ銀行等から自分の会社を作るための代金である数億円の借金を借りて、JYPエンターテインメントから独立し、Big Hit Entertainmentを設立。BTSが世界的ヒットするまでは、会社の収益などに苦労し、借金回収に回る銀行担当者らとの攻防に辛苦していた。
2006年、男性歌手のK.Willと契約。翌年まで在籍した。
2007年、男女ボーカルトリオ「8eight」を輩出。
2014年に男女ボーカルトリオ「8eight」のメンバーであるペク・チャンとジュヒの契約終了のため、活動を停止。
2010年、男性アイドルグループ「2AM」を巡って、JYPエンターテインメントと共同経営契約を締結。イ・チャンミン以外のメンバー3人は、共同契約が終了した2014年4月に、再びJYPエンターテインメントへ移籍した。
2010年、8eightのイ・ヒョンと2AMのイ・チャンミンによる男性ボーカルデュオ「HOMME」を輩出。
2010年9月、「ヒップホップオーディション HIT IT」を全国的に開始し、BTSの最初のメンバーとなるRMと契約。
2013年6月13日、7人組男性ヒップホップグループ「防弾少年団（BTS）」を輩出。
2012年、女性歌手であるイム・ジョンヒと契約。2015年に3年間の契約を満了。
同年、SOURCE MUSICと合同で、4人組女性アイドルグループ「GLAM」を輩出。しかし、メンバーのキム・ダヒが脅迫事件に関与したことにより、2014年に同グループは解散した。キム・ダヒは、1年の禁固刑となった。
2014年、セウォル号沈没事故に3000万ウォン（約2万5,500ドル）を寄付。
2014年、イ・ヒョンが個人契約を更新した。
2015年5月、Big Hit Entertainmentが発行した60億ウォンの転換社債を通じて、KOSDAQへの上場企業であるSignal Entertainment Groupに買収された。
2016年、Signal Entertainment Groupは完全に債券を決済させるも、Signal Entertainment Groupとの関係は2017年に終了した。
2017年9月29日、日本法人「Big Hit Entertainment Japan」を設立。
2018年2月に、イ・チャンミンが個人契約を満了して自身の会社を立ち上げるため退所し、それに伴って同グループは解散した。
2018年10月、BTSが契約を更新し、さらに2026年まで延長したことを発表した。

### 2019年
2019年3月4日、5人組男性アイドルグループ「TOMORROW X TOGETHER」を輩出。
3月6日、元最高ブランド責任者（CBO）であるユン・ソクジュン（英: Lenzo Yoon）を、パン・シヒョクとの共同最高経営責任者（CEO）に選任。ユン・ソクジュンは主にビジネスコンポーネントを担当し、パン・シヒョクはクリエイティブ制作に重点を置く運びとなった。
6月3日、従来のEコマースプラットフォームBig Hit Shopに代わる「Weply（現 Weverse Shop）」のサービスを開始。
6月10日、子会社のbeNX（現 WEVERSE COMPANY）が、ファンコミュニティプラットフォーム「Weverse」のサービスを開始。
7月29日、6人組女性アイドルグループ「GFRIEND」が所属するSOURCE MUSICを買収。

### 2020年
6月26日、韓国の音楽チャンネルMnetにて、CJ ENMとの合同サバイバルオーディション番組の日韓同時放送を開始。
10月15日、韓国取引所へ上場。株式の時価総額が1兆円を上回ったことや、BTSメンバー各自の保有株価値が8億円を超えたことなどが話題となり、「BTS株」と題して大きく報じられた。
10月18日、13人組男性アイドルグループ「SEVENTEEN」｢NU'EST｣などが所属するPLEDISエンターテインメントを買収。
11月18日、7人組男性アイドルグループBlock Bのメンバーで、ヒップホップ歌手のジコが設立したKOZエンターテインメントの買収を発表。
11月30日、I-LANDで選抜されたメンバーによって構成された7人組多国籍男性アイドルグループ「ENHYPEN」を新設したBELIFT LABより輩出。

### 2021年
2021年、イ・ヒョンが個人契約を更新した。
2月7日、男女ボーカルトリオ「8eight」が6年ぶりに再結成した。
2021年3月22日、本社を龍山区の龍山トレードセンターへ移転。
3月31日、パン・シヒョクが「音楽とアーティストを通じて世界中の人々を慰め、感動させることで、Big Hit Entertainmentは音楽業界のビジネスモデルに新たな革新をもたらし続ける。Big Hitは、世界最高の音楽ベースのエンターテインメント・ライフスタイル・プラットフォーム企業になることを目指す」とし、Big Hit Entertainmentという企業名では、さまざまな分野に事業拡大してマルチレーベルとなった会社の真の意味や目的を完全には表現できないと考えたため、新しいイメージに合わせてリブランディングを図ったことを説明した。これにより、以下の会社名を変更した。
| №  | 変更前                      | 変更後               |
| -- | --------------------------- | -------------------- |
| １ | Big Hit Entertainment       | HYBE                 |
| 2  | Big Hit Labels              | HYBE LABELS          |
| 3  | Big Hit Entertainment Japan | HYBE LABELS JAPAN    |
| 4  | Big Hit Solutions Japan     | HYBE SOLUTIONS JAPAN |
| 5  | TNDJ                        | HYBE T&D JAPAN       |

また、「Big Hit」のアイデンティティを残す形で、音楽制作、アーティストマネジメント、ファンコミュニケーションの分野で独立した新レーベル「BIGHIT MUSIC」を設立し、従来のBig Hit Entertainmentのレーベル事業部門を物的分割した。これに伴って、Big Hit Entertainmentに所属していたアーティストは、BIGHIT MUSIC所属となった。さらに、子会社のHYBE IPとHYBE 360を吸収合併した。
4月2日、米国進出の基盤として、「HYBE AMERICA」の設立を発表。
5月7日に、米国の大物音楽プロデューサーであるスクーター・ブラウンが最高経営責任者を務め、ジャスティン・ビーバーやアリアナ・グランデが所属するイサカ・ホールディングスをHYBE AMERICAへ吸収合併した。同時に、スクーター・ブラウンはHYBE AMERICAの取締役に就任した。
7月1日、リーダーシップの改編に伴って、下記HYBEグループの新規人事を発表した。
| №  | 名前                 | 該当会社名   | 役職名                | 人事内容 |
| -- | -------------------- | ------------ | --------------------- | -------- |
| １ | パン・シヒョク       | HYBEグループ | 共同最高経営責任者    | 退任     |
| １ | パン・シヒョク       | HYBEグループ | 取締役会長            | 新規就任 |
| ２ | ユン・ソクジュン     | HYBEグループ | 共同最高経営責任者    | 退任     |
| ２ | ユン・ソクジュン     | HYBE AMERICA | 共同最高経営責任者    | 新規就任 |
| 3  | スクーター・ブラウン | HYBE AMERICA | 共同最高経営責任者    | 新規就任 |
| 4  | パク・チウォン       | HYBEグループ | 共同最高責任者        | 新規選任 |
| 4  | パク・チウォン       | HYBEグループ | 取締役会長            | 新規就任 |
| 5  | イ・ジェサン         | HYBEグループ | 最高戦略責任者（CSO） | 続投     |
| 5  | イ・ジェサン         | HYBE AMERICA | 最高戦略責任者（CSO） | 新規就任 |

7月1日、HYBE SOLUTIONS JAPANが「HYBE JAPAN」へと社名変更、HYBE LABELS JAPAN、HYBE T&D JAPANが吸収合併。元HYBE SOLUTIONS JAPAN代表のハン・ヒョンロクをHYBE JAPANの最高経営責任者に選任した。
11月12日、傘下に新レーベル「ADOR」を設立し、ミン・ヒジン最高ブランド責任者（CBO）を代表取締役に選任したと発表した。
2022年、ミン氏がADORからガールズグループ「NewJeans」をデビューさせた。

### 2023年
2月、SMエンタテインメント（SM）の創業者から同社株式を4200億ウォンで取得。所有株比率は14.8％で、同社の筆頭株主になった。SM創業者以外の株式についても一部取得し、同社を買収する計画を示していたが、IT企業のカカオが株式公開買付け（TOB）に乗り出すなど、SMの経営権争いが加熱化したため、同社の買収を断念することを同年3月に発表した。代わりに、ハイブグローバルファンダムプラットフォーム「Weverse」にSMアーティストたちが協力することを発表した。
11月、韓国の地上波放送局MBCとの間で、健全な番組制作環境作りおよびアーティスト権益向上のためのMOU（了解覚書）を締結。同社とMBCは予てから対立関係にあったと言われており、MBC制作の音楽番組へ同社所属のアーティストが出演しない状態が長く続いていた。

### 2024年
2/26、2023年10－12月期の純損益が540億ウォン（約61億円）の赤字になったと発表。

一方、2023年通期の連結決算の営業利益は前年比24.9％増の2958億ウォン（約334億円）と過去最高を更新した。売上高は22.6％増の2兆1781億ウォンとなった。韓国のエンターテインメント企業で売上高が2兆ウォンを超えたのは初めてとなる。
2/27(火) 13:50、米国のブルームバーグの発表によるとＨＹＢＥ（ハイブ）の株価が27日の韓国市場で大きく下落。アルバムの売り上げが予想を下回り、同社が失速しつつあるのではとの懸念から取引時間中としてはここ３カ月で最大の下げとなったと発表。同四半期の売上高は14％増と過去最低の伸びにとどまり、予想に届かなかった。こうした低調な決算を受け、ハイブの爆発的な成長期が終わったのではないかと投資家は不安を募らせている。
3月22日、米ビジネス誌ファスト・カンパニーが発表したランキング「2024年世界で最も革新的な企業」で、HYBEが23位に入り、韓国企業で唯一のトップ50入りとなった。
5月2日、2024年の1〜3月期の連結営業利益が、前年同期と比較して73％減との発表がなされた。BTSの活動休止が影響したとされるが、傘下のADORとの経営権に関する内紛もあり、BTSのファンが内紛にアーティストを巻き込むなという趣旨の声明を出している。
5月15日、2024年 韓国の大企業集団（公示対象企業集団）に指定された。韓国エンターテインメント会社の中で初めてとなる。
8月1日、新成長戦略「HYBE 2.0」を発表した。
8月7日、2024年の4～6月期の連結営業利益は、前年同期比37.4%減の509億ウォン（約53億6000万円）だった。一方、売上高は3.1％増の6405億ウォンで、四半期ベースで過去最高を達成した。

上半期（１～６月）の売上高は１兆１４億ウォンで、前年同期に続き２年連続で１兆ウォンを上回った。
9月6日、HYBEと子会社である Weverse Companyが「2024年韓国職場トップ企業」に選定された。

### 2025年
5月27日、2023年より保有していたSMエンタテインメント全株式をテンセント・ミュージックに売却。また同月29日には、中国・北京に現地法人「HYBE CHINA」を設立したと発表した（設立日は4月2日）。
7月16日、創業者で取締役会議長の房時赫（バン・シヒョク）が、証券先物委員会によって、資本市場法違反の疑いで検察に刑事告発された。

## 企業価値
HYBEは民間企業として運営されている。パン・シヒョクは同社の筆頭株主となっている。
2007年、破産寸前であった同社は、初の所属グループである8eightの成功により、再び立て直すことに成功した。
2018年3月、初めて収益を公表し、収益は924億ウォン（約8,200万米ドル＝88億4,780万円）と報告した。株式公開した場合、会社自体に最大7,000億ウォン（約6億2,400万米ドル＝673億2,960万円）の時価総額に達する可能性があると言う。 これにより、は韓国のエンターテインメントビジネスで最も裕福となり、約3,500億ウォン（約3億1,400万米ドル＝338億8,060万円）の個人資産を持つに至った。
2018年6月4日、韓国のモバイルゲーム会社であるネットマーブルがBig Hitの発行済み株式25.71%を2,014億ウォン（約1億9180万米ドル＝217億円）で取得し、二大株主となった。ネットマーブルの取締役会長であるパン・ジュンヒョクとパン・シヒョクは従兄弟に当たる。
2018年8月、韓国のエンターテイメント会社であるCJ ENMと共に合弁会社を設立する計画を発表した。 BELIFTという名前で登録され、52％がCJ ENMに、48％が同社に分割されると報告した。BELIFT LABは2020年に設立された。
2018年10月、民間投資会社STIC Investmentsは、約1,040億ウォン（約9,300万米ドル＝105億1,179万円）を投資し、同社の12％の株式を取得した。。投資家によると、同社の924億ウォン（約8,200万米ドル＝92億6,846万円）と325億ウォン（約2,900万米ドル＝32億7,787万円）の収益と営業利益は、2018年末までに2,300億ウォン（約2億5,000万米ドル＝280億円）と830億ウォン（約7,400万米ドル＝82億8,800万円）で2倍以上の収益を予想されている。同社は、韓国VCアワードで2018年の年間最優秀投資会社に選ばれた。
2019年3月、同社は2018年の監査報告書を発表した。 2017年と比較して売上高は132％増加し、約2,142億ウォン（約1億9,938万米ドル＝222億3,884万円）となった。 年間の営業利益は97％増加し641億ウォン（5,672万米ドル＝63億2,654万円）、純利益は105％増加して、502億ウォン（4,441万米ドル＝49億5,349万円）となった。
2020年3月、会社の時価総額はおよそ6兆ウォン（約50億米ドル＝5,280億円）となった。
2020年10月15日、韓国取引所で新規株式公開（IPO）をした。株式は公募価格13万5000ウォンの30％高となる27万ウォン（約2万5000円）の初値を付け、時価総額は11兆8800億ウォン（約1兆900億円）に上った。
2021年1月27日、韓国のインターネット会社であるNAVERがbeNX（現 WEVERSE COMPANY）に約3,548億ウォン（約332億円）を投資し、beNXの株式49％を取得することを発表。
2021年3月末時点の株価は24万3,000ウォンで、年初から53.8%上昇して時価総額は8兆6,500億ウォン（8,493億円）に回復した。株式の50.88%を所有するパン・シヒョクの資産は4,321億円となった。
2021年5月7日、アメリカのイサカ・ホールディングスを10億5,000万ドル（約1,160億円）で買収し、新設のHYBE AMERICAへ吸収合併した。買収に伴って、863,209株の新株を発行した。
2023年6月時点の、会社の時価総額は約12兆ウォン（約91億ドル）。

## 系列会社
| 組織構成 | 組織構成     | 組織構成     | 組織構成 |
| №        | 該当本社国名 | 会社名       | 該当組織 |
| -------- | ------------ | ------------ | --- |
| １       | 韓国         | HYBE         | - BIGHIT MUSIC - BELIFT LAB - SOURCE MUSIC - PLEDISエンターテインメント - KOZエンターテインメント - ADOR               |
| ２       | 日本         | HYBE JAPAN   | - YX LABELS - NAECO |
| ３       | USA          | HYBE AMERICA | イサカ・ホールディングス - SB Projects - Big Machine Label Group - Atlas Music Publishing - Raised In Space - HYBE UMG |

| 担当事業面 | 担当事業面                     | 担当事業面 |
| 部門名     | 業務内容                       | 該当組織 |
| ---------- | ------------------------------ | --- |
| LABEL      | 音楽制作                       | - BIGHIT MUSIC - BELIFT LAB - SOURCE MUSIC - PLEDISエンターテインメント - KOZエンターテインメント - YX LABELS - ADOR - NAECO - BIG MACHINE LABEL GROUP - QC Music - HYBE UMG (HYBE x Geffen) - ZARPAZO - DOCEMIL MUSIC |
| LABEL      | アーティストマネージメント     | - BIGHIT MUSIC - BELIFT LAB - SOURCE MUSIC - PLEDISエンターテインメント - KOZエンターテインメント - YX LABELS - ADOR - NAECO - BIG MACHINE LABEL GROUP - QC Music - HYBE UMG (HYBE x Geffen) - ZARPAZO - DOCEMIL MUSIC |
| SOLUTION   | ビジネスソリューション         | - HYBE 360 - HYBE IPX - HYBE IM - HYBE MEDIA STUDIO - Binary Korea - Supertone - Scooter Braun Projects - Solid Foundation Management - Big Machine Music                                                              |
| PLATFORM   | プラットフォームビジネスの展開 | WEVERSE COMPANY |

## 所属アーティスト

### 現在

#### グループ（現在）
- 生年月日順に記載、太字はリーダー

| 所属事務所                 | グループ名          | メンバー                                                                                         | 期間                           |
| -------------------------- | ------------------- | ------------------------------------------------------------------------------------------------ | ------------------------------ |
| BIGHIT MUSIC               | BTS                 | JIN、SUGA、J-HOPE、RM、JIMIN、V、JUNG KOOK                                                       | 2013年 - 現在                  |
| BIGHIT MUSIC               | TOMORROW X TOGETHER | YEONJUN、SOOBIN、BEOMGYU、TAEHYUN、HUENINGKAI                                                    | 2019年 - 現在                  |
| PLEDISエンターテインメント | SEVENTEEN           | S.COUPS、JEONGHAN、JOSUA、JUN、HOSHI、WONWOO、 WOOZI、DK、MINGYU、THE 8、SEUNGKWAN、VERNON、DINO | 2020年 - 現在                  |
| BELIFT LAB                 | ENHYPEN             | HEESEUNG、JAY、JAKE、SUNGHOON、SUNOO、JUNGWON、NI-KI                                             | 2020年 - 現在                  |
| SOURCE MUSIC               | LE SSERAFIM         | SAKURA、 KIM CHAEWON、 HUH YUNJIN、KAZUHA、HONG EUNCHAE                                          | 2022年 - 現在                  |
| ADOR                       | NewJeans            | MINJI、HANNI、DANIELLE、HAERIN、HYEIN                                                            | 2022年 - 2025年 （活動休止中） |
| YX LABELS                  | &TEAM               | K、FUMA、NICHOLAS、EJ、YUMA、JO、HARUA、TAKI、MAKI                                               | 2022年 - 現在                  |
| KOZエンターテインメント    | BOYNEXTDOOR         | SUNGHO、RIWOO、JAEHYUN、TAESAN、LEEHAN、WOONHAK                                                  | 2023年 - 現在                  |
| BELIFT LAB                 | ILLIT               | YUNAH、MINJU、MOKA、WONHEE、IROHA                                                                | 2023年 - 現在                  |
| PLEDISエンターテインメント | TWS                 | SHINYU、DOHOON、YOUNGJAE、HANJIN、JIHOON、KYUNGMIN                                               | 2024年 - 現在                  |
| HYBE UMG (HYBE x Geffen)   | KATSEYE             | MANON、SOPHIA、DANIELA、LARA、MEGAN、YOONCHAE                                                    | 2024年 - 現在                  |
| YX LABELS                  | aoen                | 優樹、琉楓、雅久、輝、颯太、京助、礼央                                                           | 2025年 - 現在                  |
| BIGHIT MUSIC               | CORTIS              | JAMES、MARTIN、JUHOON、SEONGHYEON、KEONHO                                                        | 2025年 - 現在                  |

#### ユニット（現在）
- 生年月日順に記載、太字はリーダー

| 所属事務所                 | ユニット名 | メンバー             | 期間          |
| -------------------------- | ---------- | -------------------- | ------------- |
| PLEDISエンターテインメント | BSS        | HOSHI、DK、SEUNGKWAN | 2023年 - 現在 |

#### ソロ（現在）
| 所属事務所                 | 名前       | 備考               | 期間          |
| -------------------------- | ---------- | ------------------ | ------------- |
| BIGHIT MUSIC               | イ・ヒョン |                    | 2007年 - 現在 |
| PLEDISエンターテインメント | BUMZU      |                    | 2020年 - 現在 |
| PLEDISエンターテインメント | ミニョン   | NU'ESTの元メンバー | 2020年 - 現在 |
| KOZエンターテインメント    | ZICO       | KOZの社長          | 2020年 - 現在 |

### 過去
- Big Hit Entertainment社による各社の買収前に退所した人物は割愛。

#### グループ（過去）
- 生年月日順に記載、太字はリーダー

| 所属事務所                 | グループ名 | メンバー | 期間            |
| -------------------------- | ---------- | --- | --------------- |
| Big Hit Entertainment      | 8eight     | イ・ヒョン、ジュヒ、ペク・チャン                                                                            | 2007年 - 2014年 |
| Big Hit Entertainment      | 2AM        | チャンミン、スロン、チョ・グォン、ジヌン                                                                    | 2010年 - 2014年 |
| Big Hit Entertainment      | HOMME      | イ・ヒョン、イ・チャンミン                                                                                  | 2010年 - 2018年 |
| Big Hit Entertainment      | GLAM       | ジニ、パク・チヨン、ダヒ、ミソ                                                                              | 2012年 - 2015年 |
| SOURCE MUSIC               | GFRIEND    | ソウォン、イェリン、ウナ、ユジュ、シンビ、オムジ                                                            | 2020年 - 2021年 |
| PLEDISエンターテインメント | NU'EST     | アロン、JR、ベクホ、ミニョン、レン                                                                          | 2020年 - 2022年 |
| PLEDISエンターテインメント | fromis_9   | イ・セロム、ソン・ハヨン、パク・ジウォン、ノ・ジソン、 イ・ソヨン、イ・チェヨン、イ・ナギョン、ペク・ジホン | 2021年 - 2024年 |

#### グループ途中脱退者
- デビュー前またはグループ成立前に脱退した人物は割愛。

| 所属事務所                 | グループ名  | 名前                  | 期間            |
| -------------------------- | ----------- | --------------------- | --------------- |
| PLEDISエンターテインメント | fromis_9    | チャン・ギュリ        | 2021年 - 2022年 |
| SOURCE MUSIC               | LE SSERAFIM | GARAM（キム・ガラム） | 2022年          |

#### ソロ（過去）
| 所属事務所                 | 名前           | 備考                    | 期間            |
| -------------------------- | -------------- | ----------------------- | --------------- |
| Big Hit Entertainment      | K.Will         |                         | 2006年 - 2007年 |
| Big Hit Entertainment      | イム・ジョンヒ |                         | 2012年 - 2015年 |
| PLEDISエンターテインメント | ナナ           | AFTERSCHOOLの元メンバー | 2020年 - 2024年 |
| PLEDISエンターテインメント | イェハナ       | PRISTINの元メンバー     | 2020年 - 2024年 |
| PLEDISエンターテインメント | ソンヨン       | PRISTINの元メンバー     | 2020年 - 2024年 |
| KOZエンターテインメント    | Dvwn           |                         | 2020年 - 2024年 |
| NAECO                      | 平手友梨奈     |                         | 2022年 - 2024年 |
| PLEDISエンターテインメント | ベクホ         | NU'ESTの元メンバー      | 2020年 - 2025年 |

#### 元練習生
- 別事務所でデビューし、現在も活動中の人物について記述。

| 所属事務所        | 名前                         | 備考                                    |
| ----------------- | ---------------------------- | --------------------------------------- |
| BELIFT LAB        | HANBIN                       | 『I-LAND』出演 TEMPESTのメンバー        |
| BELIFT LAB        | GEONU                        | 『I-LAND』出演 JUST Bのメンバー         |
| HYBE LABELS JAPAN | KYUNGMIN（チョ・ギョンミン） | 『I-LAND』出演 8TURNのメンバー          |
| BELIFT LAB        | JIMIN（チュ・ジミン）        | 『I-LAND』出演 JUST Bのメンバー         |
| BELIFT LAB        | SUNGCHUL                     | 『I-LAND』出演 LUN8のメンバー           |
| BELIFT LAB        | JEEMIN                       | 『R U Next?』出演 iznaのメンバー        |
| BELIFT LAB        | CHANELLE                     | 『R U Next?』出演 FIFTY FIFTYのメンバー |
| BELIFT LAB        | YEWON                        | 『R U Next?』出演 FIFTY FIFTYのメンバー |

## 論争

### インサイダー取引
2024年5月、HYBEの従業員3名がインサイダー取引の疑いで送検された。彼らはBTSの関連業務を担当しており、グループの活動休止に関する内部情報を事前に入手。2022年6月14日の正式発表前に保有株を売却し、計2.3億ウォンの損失を回避していたことが確認された。

### 内部文書

#### 国会での指摘
2024年10月24日、国会の文化体育観光委員会総合監査において、共に民主党のミン・ヒョンベ議員が「ウィークリー音楽産業レポート」という名前のHYBEの内部報告書を公開した。この文書には、SMエンタテインメントをはじめとする、競争構図に置かれた他事務所のアーティストの刺激的な容貌品評がまとめられており、「外見やセックスアピールに関連して現れる傾向が目立つ」「メンバーたちが最も不細工な年齢で相次いでデビューさせたため、誰もアイドルの目鼻立ちではない」、「驚くほど不細工」などの露骨な表現が含まれていた。同報告書は毎週発行され、HYBEの子会社・WEVERSE COMPANYが発行する「Weverse Magazine」の編集長が、HYBEや傘下レーベルの最高責任者らであるCレベルにメールで配布していたという。
これに対して、国政監査に出席していたBELIFT LABのキム・テホ代表は、「該当文書の内容を覚えていない。この資料はHYBEの公式的な判断ではない」と釈明した。そんな中、HYBEは国政監査中に、当該報告書について「これは業界の動向を内部で共有するために、コミュニティやSNSの反応を抜粋して作成されたもの」と主張。また「外部に流出させた勢力については、最後まで責任を問う」という立場を表明した。しかしミン議員は、この対応を強く非難。委員長も「国政監査の最中にコメントを出して、質疑応答を無意味にするのは無責任」と指摘した。これを受け、HYBEは公式コメントを削除した。

#### 公式謝罪
HYBEは29日、CEOを務めるイ・ジェサン名義でホームページに謝罪文を掲載した。「該当の文書は、業界の動向や話題に対する様々な反応と世論を事後的に集計する過程で作成されたものだ」とし「市場やアーティストのファンの世論を把握する目的で一部のリーダーに限定して共有されたが、該当文書の内容が非常に不適切だった」と過ちを認めた。また、文書に取り上げられた外部アーティストに対しては、各事務所に別途連絡し、直接謝罪したという。さらに、同レポートを作成したWeverse Magazineの室長・カン氏が解任処分を受けた。

#### 内部の反応
一連の流れを受け、SEVENTEENのスングァンは、自身のSNSを通じて「これ以上、傷つけ合う姿は見たくない」と長文のメッセージを投稿。「あなたたちに簡単にいろいろと言われて判断されるほど、そんなに無難で平たんに活動してきた人たちではない」とし、「十分心を痛めて、崩れて、それでも何とか乗り越えて、ステージ上でファンたちに最高の姿を見せるため、必死に努力する人たちだ。アイドルを甘く考えないでほしい」と厳しい忠告を与えた。メッセージの対象が誰なのか明確にはされていないが、今回の報告書論争に関連した最初の内部批判と見ることができる。
また11月には、あるオンラインコミュニティを通じて、HYBEの社員と推定される人物の書き込みが掲載された。投稿者は、社内メールの画面とドキュメントファイル、HYBEの社員であることを裏付ける名刺などを公開したうえで、HYBEが否定した逆バイラルはあったと主張。「この報告書で言及された多くの部分が実際の計画として進行された」とし「ある人物は目的を持って指示を出し、またその指示に忠実に従った者もいる」と暴露した。
韓国メディアのハンギョレは、「パン・シヒョク議長が、自ら事務所の幹部に文書の共有を指示した」と報道。この過程でパン議長が、KOZエンターテインメント代表のジコを、文書の共有対象に追加するよう指示している内容が公開された。これに対しジコは、自身のSNSに「僕はこの文書を見ていないだけではなく、メールそのものを開いたこともない。受信者に追加されていた事実も今日の記事で初めて知った」と掲載した。